# Burgstallmühle
Burgstallmühle ist ein Gemeindeteil des Marktes Bechhofen im Landkreis Ansbach (Mittelfranken, Bayern). Burgstallmühle liegt in der Gemarkung Birkach.

## Geografie
Die Einöde liegt am rechten Ufer der Wieseth. Im Süden grenzt das Waldgebiet Ellenbach an, 0,25 km östlich befindet sich ein Naturschutzgebiet. Eine Gemeindeverbindungsstraße führt nach Voggendorf zur Kreisstraße AN 57 (0,4 km nördlich) bzw. nach Heinersdorf zur Staatsstraße 2221 (1,3 km westlich).

## Geschichte
Burgstallmühle lag im Fraischbezirk des ansbachischen Oberamtes Wassertrüdingen. Gegen Ende des 18. Jahrhunderts bestand der Ort aus einem Anwesen. Grundherr war das ansbachische Verwalteramt Waizendorf war. Von 1797 bis 1808 unterstand der Ort dem Justiz- und Kammeramt Wassertrüdingen.
Infolge des Gemeindeedikts wurde Burgstallmühle dem 1809 gebildeten Steuerdistrikt und Ruralgemeinde Unterkönigshofen zugewiesen. 1818 erfolgte die Umgemeindung in die neu gebildete Ruralgemeinde Birkach (1870 nach Heinersdorf umbenannt). Im Zuge der Gebietsreform in Bayern wurde Burgstallmühle am 1. Juli 1971 nach Bechhofen eingemeindet.

### Baudenkmal
- Haus Nr. 1: Mühlengebäude, zweigeschossiger massiver Satteldachbau, 18./19. Jahrhundert; an der Wieseth gelegen. Die Mühle wurde 1729 von Hans Adam Härtlein als Mahlmühle mit zwei Mahlgängen erbaut und wurde bis 1998 als Mühle genutzt.[11]

### Einwohnerentwicklung
| Jahr      | 001818 | 001840 | 001861 | 001871 | 001885 | 001900 | 001925 | 001950 | 001961 | 001970 | 001987 | 002001 | 002011 | 002017 | 002023 |
| Einwohner | 6      | 11     | 9      | 6      | 4      | 10     | 5      | 9      | 11     | 12     | 9      | 7      | 6      | 6      | 5      |
| Häuser    | 1      | 1      |        |        | 1      | 1      | 1      | 2      | 2      |        | 2      |        |        |        |        |
| Quelle    | [ 13 ] | [ 14 ] | [ 15 ] | [ 16 ] | [ 17 ] | [ 18 ] | [ 19 ] | [ 20 ] | [ 21 ] | [ 22 ] | [ 23 ] | [ 24 ] |        | [ 25 ] | [ 1 ]  |

## Religion
Der Ort ist seit der Reformation evangelisch-lutherisch geprägt und bis heute nach St. Maria (Königshofen an der Heide) gepfarrt. Die Katholiken sind nach St. Blasius (Arberg) gepfarrt.